# Reserva de los Humedales de Azraq
La Reserva de los Humedales de Azraq es una reserva natural ubicada cerca de la ciudad de Azraq en el desierto oriental de Jordania. Un oasis para las aves migratorias, Azraq fue establecido en 1978 y cubre 12 kilómetros cuadrados (4,6 millas cuadradas). Los manantiales se secaron en 1992, y las aves migratorias posteriormente se alejaron de la zona. Fuentes artificiales se mantienen hoy en día con el fin de mantener el lugar como destino turístico. 
Los humedales se crearon hace unos 250.000 años como resultado de haber sido alimentados por acuíferos que se correspondían con los cambios geológicos. Azraq tiene, desde tiempos antiguos, una encrucijada de dos rutas comerciales humanas y migraciones de aves. 

## Vida salvaje
Las aves que migran entre África y Eurasia se detienen en Azraq durante el largo viaje cada año, pasando por Anatolia en el camino. La restauración parcial de los humedales por parte de RSCN ha resultado en el regreso de varias especies migratorias, como la abubilla, la curruca de Cetti, el pinzón del desierto y el aguilucho lagunero. Entre las 280 especies migratorias registradas en Azraq se encuentran el combatiente, la avoceta, el correlimos chico y el chorlitejo chico. Además, varias aves rapaces se detienen en Azraq, como el abejero europeo y el aguilucho cenizo.

### Fauna prehistórica
Desde la antigüedad, Azraq fue una extensión ecológica de África. En este período de tiempo, muchos animales a menudo caracterizados como africanos vivían en Azraq. Entre estas especies estaban el asno salvaje sirio, el camello salvaje, el rinoceronte, el hipopótamo, el elefante asiático, la gacela, el uro, el guepardo asiático, el avestruz sirio, el león asiático y el oryx árabe. Todos estos animales, excepto la gacela, ahora están extintos en Azraq y Jordania por igual.